# 魔道子
魔道子是大宇資訊於1993年出品的動作遊戲(平台是DOS)，玩家扮演的是張天師，遊戲中完全沒有對白、等級制度與NPC，玩家所要做的就是用劍、符咒、炸彈或特殊道具一一攻擊迎面而來的妖怪、在地圖中找到一個又一個的迷宮、打敗每一個迷宮的大魔王。在當時的台灣是一款少見的武俠動作遊戲。

## 故事劇情
劇情主要描述描述漢和帝時代的元老重臣竇憲因位尊權重，引起年輕皇帝猜忌而慘遭陷害，最後落得自乏戕的下場，死前揚言要化為厲鬼傾覆大漢王朝。四十年後，化為妖龍的竇憲開始侵蝕漢朝的基業，當時在龍虎山修練的張道陵為救生靈，便入宮闡述辟邪除妖的法要，而受封為龍虎天師。一場正與邪的大鬥法就此展開。

## 相關連結
- 青杉之友的攻略 （页面存档备份，存于）
- 遊戲基地的資料[]
- 遊戲基地的該遊戲討論區 （页面存档备份，存于）